# Sevastopol
Sevastopol (ukrajinsky  i rusky Севастополь, krymskou tatarštinou Акъяр, Aqyar, řecky Σεβαστούπολη, Sevastoupoli) je černomořské přístavní město na jihozápadě Krymského poloostrova. Sevastopol byl založen ruskou carevnou Kateřinou Velikou v roce 1783 jako přístavní město po vítězné válce proti Osmanské říši. Jedná se o největší sídlo na Krymu a významné turistické, kulturní a průmyslové centrum. V neposlední řadě se v Sevastopolu nachází důležitý obchodní a vojenský námořní přístav. Je hlavním sídlem ruského Černomořského loďstva, které jej užívalo na základě nájemní smlouvy s Ukrajinou. Žije zde přibližně 485 tisíc obyvatel.
Po okupaci a anexi Krymu Ruskou federací roku 2014 Ukrajina město fakticky nekontroluje a je pod správou Ruska. Podle administrativního členění Ukrajiny se jedná o město se zvláštním statusem, Rusko je řadí mezi města federálního významu.

## Status a administrativní členění dle Ukrajiny
Město Sevastopol je správní jednotkou nespadající pod působnost Krymské autonomní republiky, nýbrž je stejně jako hlavní město Kyjev přímo čistě teoreticky podřízeno ukrajinské vládě.
Území je rozděleno na čtyři městské rajóny:
- Balaklavský (Балаклавський, Balaklavskyj)
- Gagarinský (Гагарінський, Haharinskyj)
- Leninský (Ленінський, Leninskyj)
- Nachimovský (Нахімовський, Nachimovskyj)

Sevastopolské městské radě je tak podřízeno i město Balaklava, jež je oficiálně městskou částí, dále také město Inkerman, sídlo městského typu Kača a čtyři obecní rady spravující celkem 29 vesnic.

## Status a administrativní členění dle Ruska
Sevastopol je federálním městem Ruské federace a je tedy stejně jako Moskva a Sankt-Petěrburg samostatnou správní jednotkou na úrovni oblasti nebo republiky.
Území je rozděleno na čtyři městské rajóny:
- Balaklavský (Балаклавський, Balaklavskij)
- Gagarinský (Гагаринский, Gagarinskij)
- Leninský (Ленинский, Leninskij)
- Nachimovský (Нахимовский, Nachimovskij)

Sevastopolské městské radě je tak podřízeno i město Balaklava, jež je oficiálně městskou částí, dále také město Inkerman, sídlo městského typu Kača a čtyři obecní rady spravující celkem 29 vesnic.

## Název města
Název města je složen z řeckých slov Σεβαστος (Sevastos) a πολις (polis, město). Sevastos může znamenat jednak vznešený, důstojný, jednak je to ekvivalent latinského slova Augustus, jímž byli titulováni římští a byzantští císaři. Sevastopol by se tak dal přeložit jako vznešené město, ale i jako císařské (carské) město. Název byl pravděpodobně zvolen na počest carevny Kateřiny II. Veliké, za jejíž vlády byl Sevastopol založen.
Název souvisí s tehdejším trendem pojmenovávat ruská města v oblasti Černého moře tak, aby připomínala někdejší řecké kolonie v tomto regionu (viz Simferopol, Cherson, Oděsa aj.).

## Dějiny

### Starověk a středověk

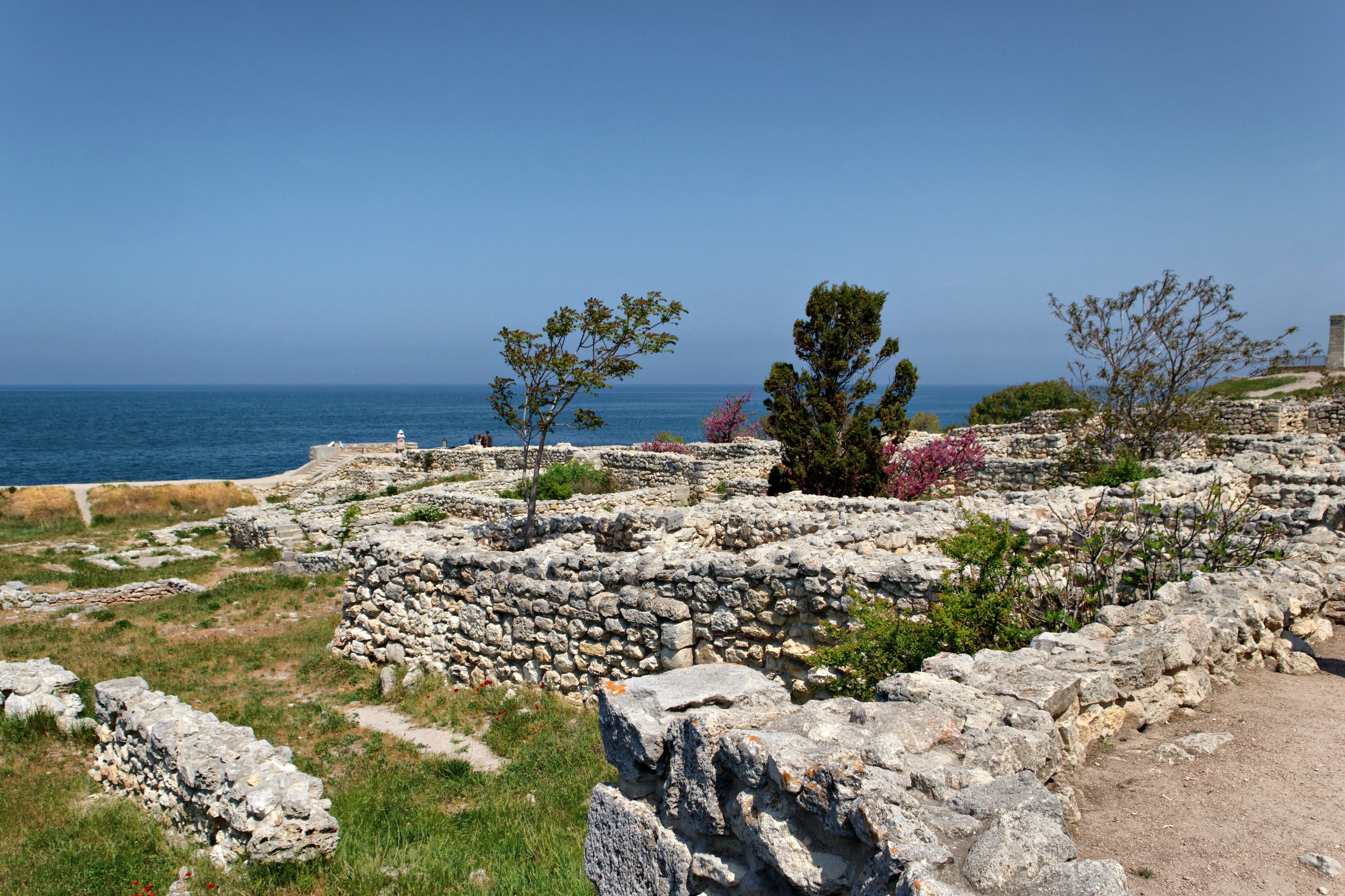
Ruiny antického Chersonésu

Jižní pobřeží Krymu bylo osídleno řeckými osadníky již v 7. století př. n. l. Na počátku 5. století př. n. l. potom byla na území dnešního Sevastopolu osadníky z Hérakleia Pontiké založena řecká kolonie Chersonésos. Ta se brzy stala jednou z nejvýznamnějších řeckých polis v oblasti Černého moře a její vliv dosahoval na celý západní Krym. Později se stala součástí Říše římské a v raném středověku spadala pod Byzantskou říši.
Chersonésos je spojen s řadou světců. Na své pouti jej měl navštívit svatý Ondřej. Svatý Klement zde podle jedné z legend zemřel mučednickou smrtí, jeho ostatky zde později nalezl svatý Cyril. Pověst dávných let uvádí, že zde roku 988 přijal křest první ruský křesťanský kníže Vladimír I. a také se tu oženil s byzantskou princeznou Annou Porfyrogennétou (načež měl ještě téhož roku město dobýt a vyplenit). Tvrzení o místě křtu a svatby knížete Vladimíra I. se však podle moderní historiografie nejspíše nezakládá na pravdě.
Definitivně byl Chersonésos zničen vojskem Zlaté hordy roku 1399. Zpustlé místo se nakrátko ocitlo v knížectví Theodoro, mezi lety 1475–1781 bylo potom součástí Krymského chanátu.

### Založení ruského přístavu
Krym byl k Rusku připojen na základě manifestu Kateřiny II. O přijetí poloostrova krymského, ostrova Tamaně a vší kubáňské strany pod ruskou vládu z 8. dubna 1783. Ihned poté byla k poloostrovu na příkaz carevny vypravena fregata Ostorožnyj pod velením kapitána Ivana Berseněva, aby nalezla přístav u jihozápadního pobřeží, na kterém by byl vystavěn strategicky nutný vojenský přístav. Ještě téhož měsíce doporučil kapitán Berseněv pro budoucí základnu Černomořské floty záliv u vesnice Achtiar, nedaleko zbytků starověkého Chersonésu.

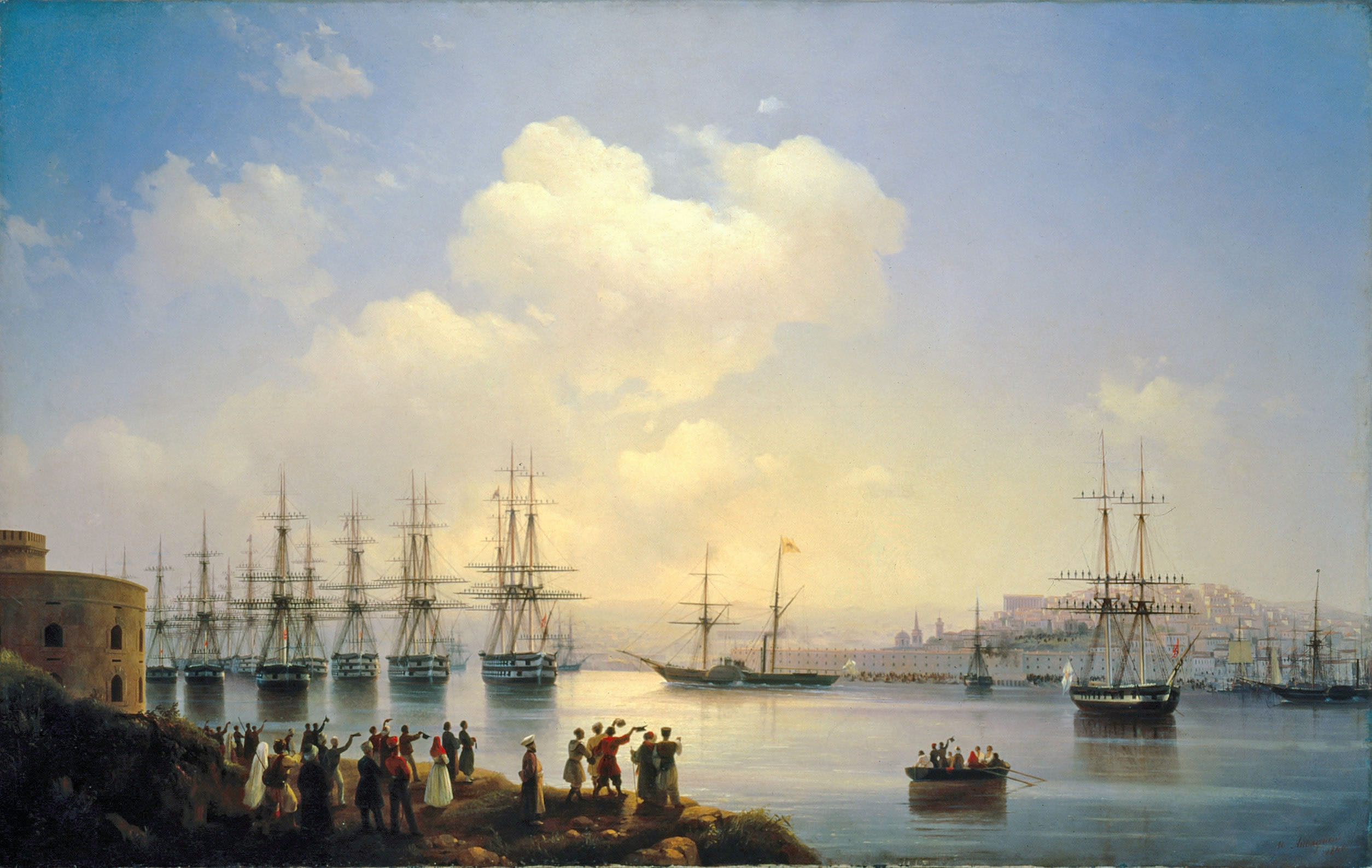
Ruská černomořská flota v Sevastopolu, 1846, Ivan Ajvazovskij

Za datum založení města je považován 3. červen 1783, kdy bylo pod vedením ruského kontradmirála skotského původu Thomase MacKenzie započato se stavbou prvních čtyřech kamenných staveb Sevastopolu: domu velitele Sevastopolské eskadry Thomase MacKenzie, kaple, kovárny a tzv. Hraběcího přístaviště. MacKenzie je tak považován na zakladatele města, byť ještě o 5 let dříve zde vojevůdce Suvorov zřídil vojenský tábor.
Původně se nové sídlo nazývalo Achtiar podle krymskotatarské vesnice Ak-Jar (v krymské tatarštině bílý břeh). 10. února 1784 však Kateřina II. nařídila knížeti Potěmkinovi vystavět na místě vesnice velkou pevnost a nazvat ji Sevastopol. Roku 1797 nechal ještě město car Pavel I. přejmenovat zpět na Achtiar, v roce 1826 mu ovšem ruský senát definitivně navrátil řecký název.

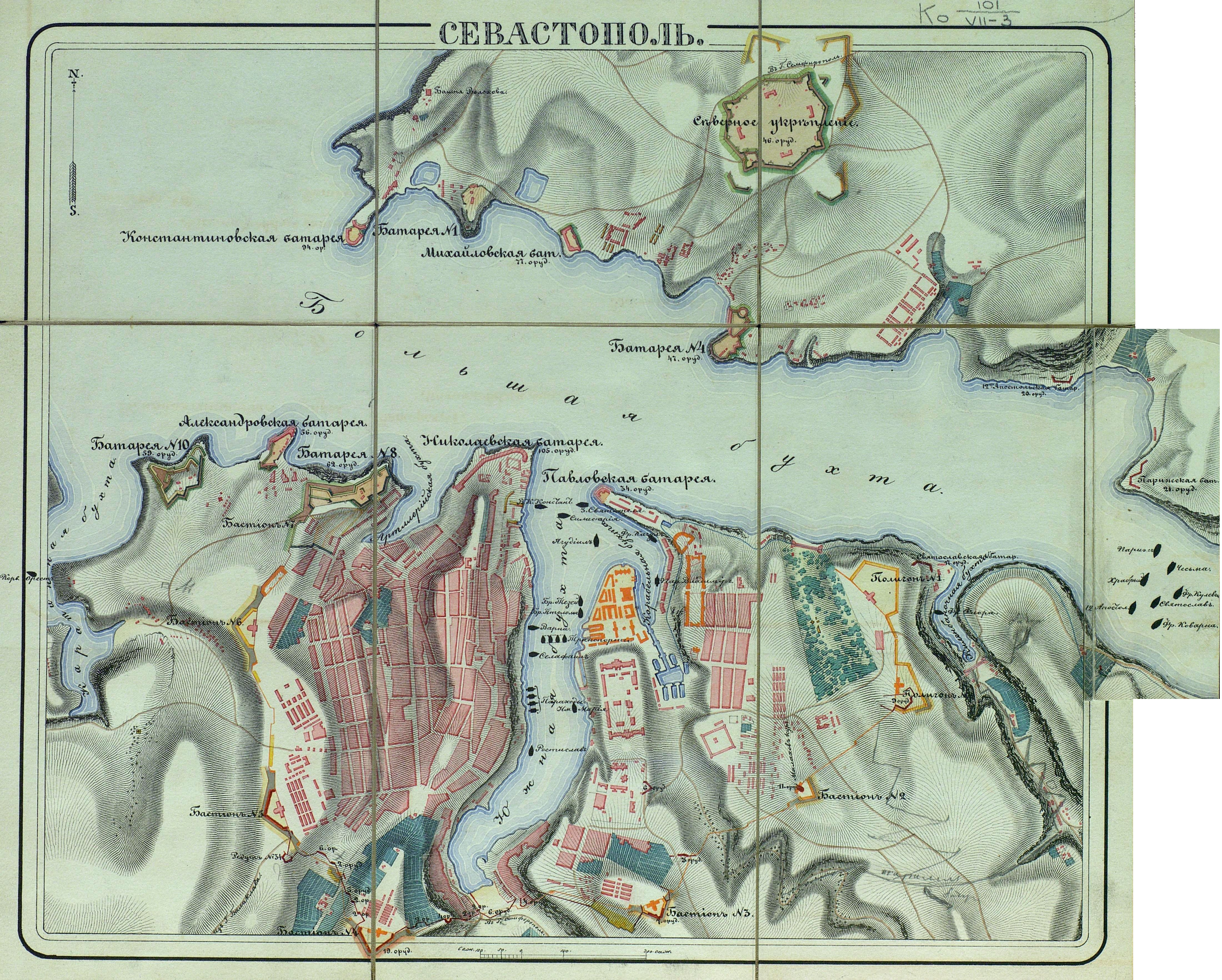
Plán sevastopolské pevnosti, 30. léta 19. století

Počáteční stavební rozvoj probíhal pod vedením slavného admirála Ušakova, který byl roku 1788 jmenován velitelem přístavu a Sevastopolské eskadry. Nechal zde vystavět mnoho domů, kasárna, nemocnici, silnice, náměstí a studny. V roce 1802 se město stalo součástí nově zřízené Tavrické gubernie a o dva roky později získalo status hlavního přístavu ruského černomořského loďstva.
K překotnému rozvoji výrazně přispěl admirál Lazarev, po roce 1832 velitel Černomořské floty a vojenský gubernátor města. Nechal vystavět admiralitu a loděnice a odstartoval rozsáhlou rekonstrukci a systematickou zástavbu města. V této souvislosti byl roku 1840 přijat první urbanistický plán rozvoje Sevastopolu, pojatý v duchu klasicismu. Lazarev nechal postavit Alexandrovskou a Konstantinovskou pevnost chránící přístav. Zdi pevností byly konstruovány tak, aby vydržely ostřelování i nejtěžšími děly té doby.
Sevastopol byl od počátku především vojenským přístavem. Komerční využití nebylo na počátku 19. století povoleno a mezinárodnímu obchodu byl Sevastopol zpřístupněn teprve v roce 1867. Prakticky celá ekonomika města závisela na armádě. Roku 1822 představovali civilisté pouze méně než 500 obyvatel z celkových asi 25 tisíc. Ostatně i archeologické práce na ruinách antického Chersonésu byly po celé 19. století převážně v režii armády.

### Krymská válka a další rozvoj

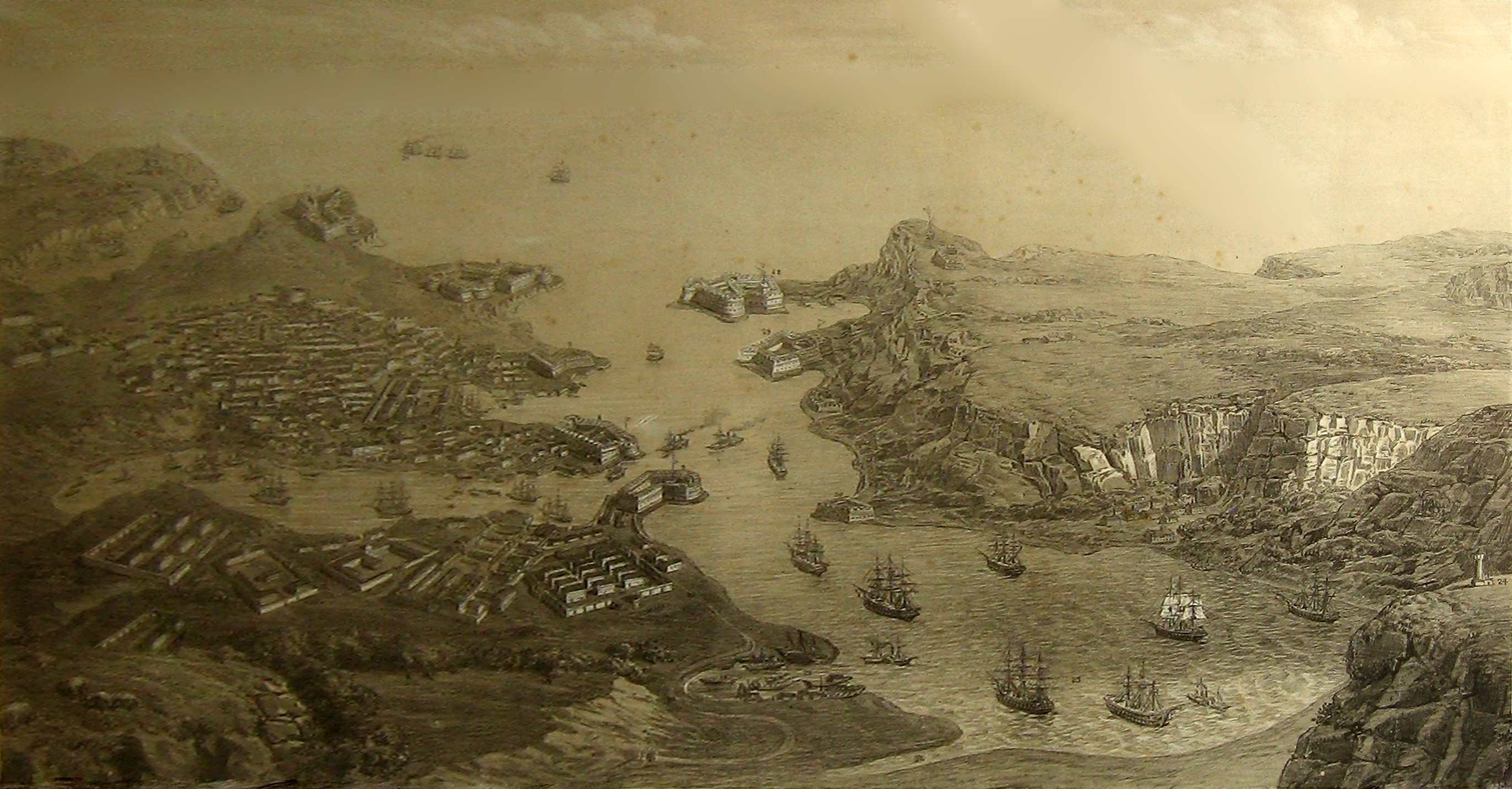
Litografie zobrazující Sevastopolský záliv (50. léta 19. století)

Sevastopol sehrál klíčovou roli v Krymské válce (1853–1856). 2. září 1854 se pod Jevpatorií vylodila spojená vojska Anglie, Francie a Turecka, čítající dohromady na 62 tisíc mužů. Spojenci poté vytáhli proti Sevastopolu, bráněnému 25 tisíci námořníky a 7 tisíci vojáky stálé posádky. Nepřítel měl také značnou námořní převahu, pročež bylo rozhodnuto potopit kotvící ruské lodě tak, aby přehradily vjezd do Sevastopolského zálivu.
13. září bylo město obleženo a začala bitva o Sevastopol, která se protáhla na 349 dní. I přes několik velkých útoků se obranu prolomit nepodařilo. Ruská vojska se nakonec stáhla na severní stranu Sevastopolského zálivu, avšak protivníkovi přenechala pouze rozvaliny. Okupace Sevastopolu trvala až do 23. června 1856. Události Krymské války připomíná od roku 1904 panoráma Obrana Sevastopolu.
Po uzavření Pařížské mírové smlouvy musely Rusko i Turecko stáhnout své válečné lodě z Černého moře. Zničený Sevastopol tak ztratil vojenský význam, nebyly proto podnikány žádné zásadní kroky na jeho obnovu. Americký spisovatel Mark Twain popsal roku 1867 město takto: „I Pompeje zůstaly zachovány lépe než Sevastopol. Kam pohlédneš, všude rozvaliny, samé rozvaliny! Zničené domy, sesuté zdi, hromady sutin – hotová pohroma. Jako by se strašlivé zemětřesení celou svou silou soustředilo na tento kousíček země.“

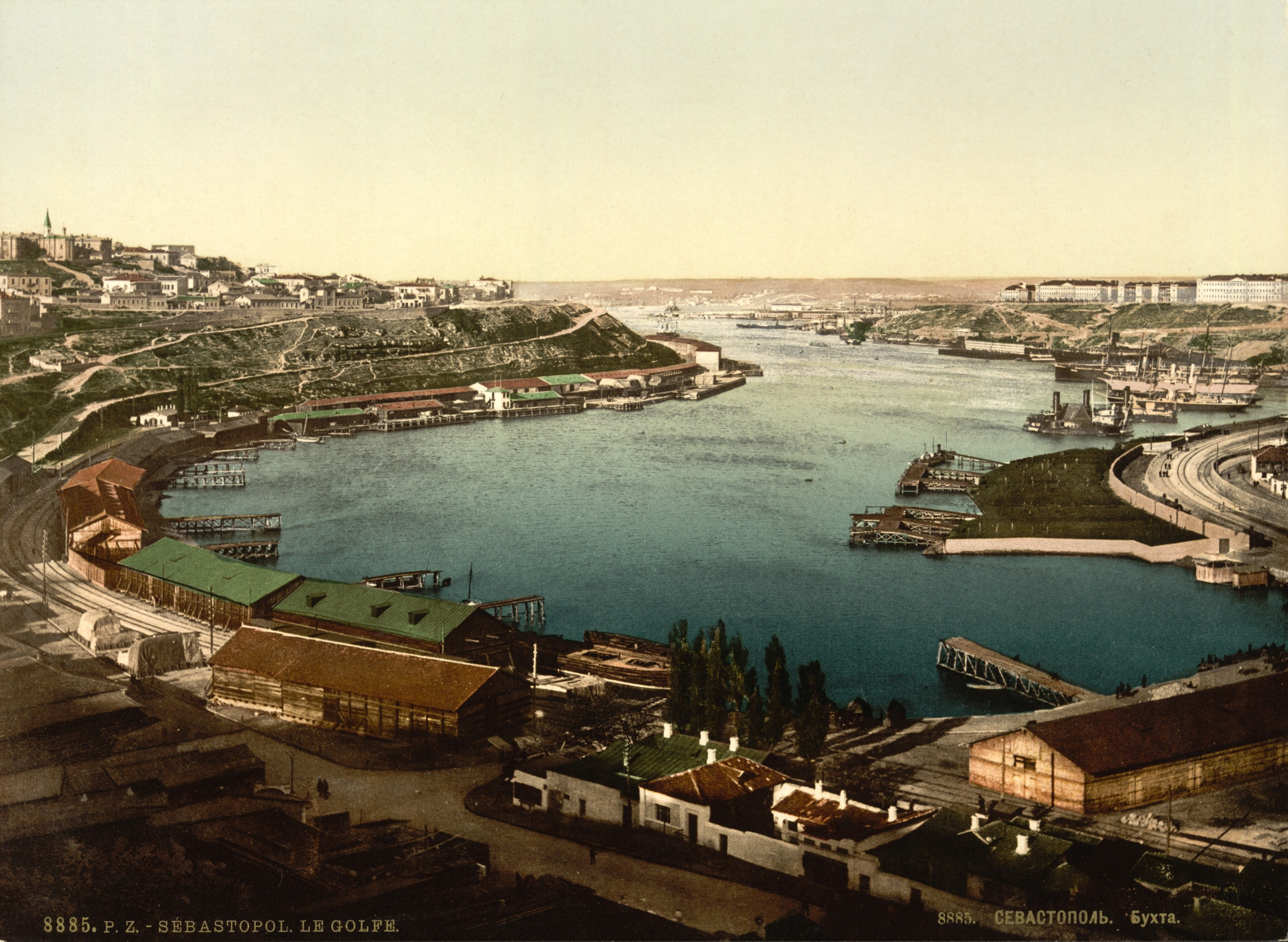
Kolorovaná fotografie z roku 1905

Roku 1875 byla do Sevastopolu přivedena železniční trať Charkov – Lozova – Sevastopol.
K obrodě ruské Černomořské floty došlo až v průběhu rusko-turecké války v letech 1877–1878, kdy Turecko přesunulo do této oblasti své válečné loďstvo, kterému Rusové mohli čelit pouze za pomoci ozbrojených obchodních lodí a lehkých plavidel.
Roku 1890 získal Sevastopol status pevnosti a obchodní přístav byl přenesen do Feodosije.

### Počátek 20. století
Revoluce v roce 1905 našla v Sevastopolu velkou odezvu – listopadového povstání se zde zúčastnilo 14 bojových lodí, přístavní dělníci, loďaři a vojáci místní posádky. Revoluce však byla potlačena a vedení místní povstalecké flotily v čele s poručíkem Schmidtem zastřeleno.
Po Říjnové revoluci roku 1917 se místní vláda přidala na stranu bolševiků. Definitivně se zde však sovětská vláda upevnila až po ústupu Wrangelovy bělogvardějské armády 15. října 1920. Bolševici po získání města zastřelili v Sevastopolu a okolí okolo 29 tisíc lidí. Jednalo se především o bývalé carské vojáky, ale i běžné občany, pracovníky Červeného kříže, politické představitele, novináře atd.

### Druhá světová válka

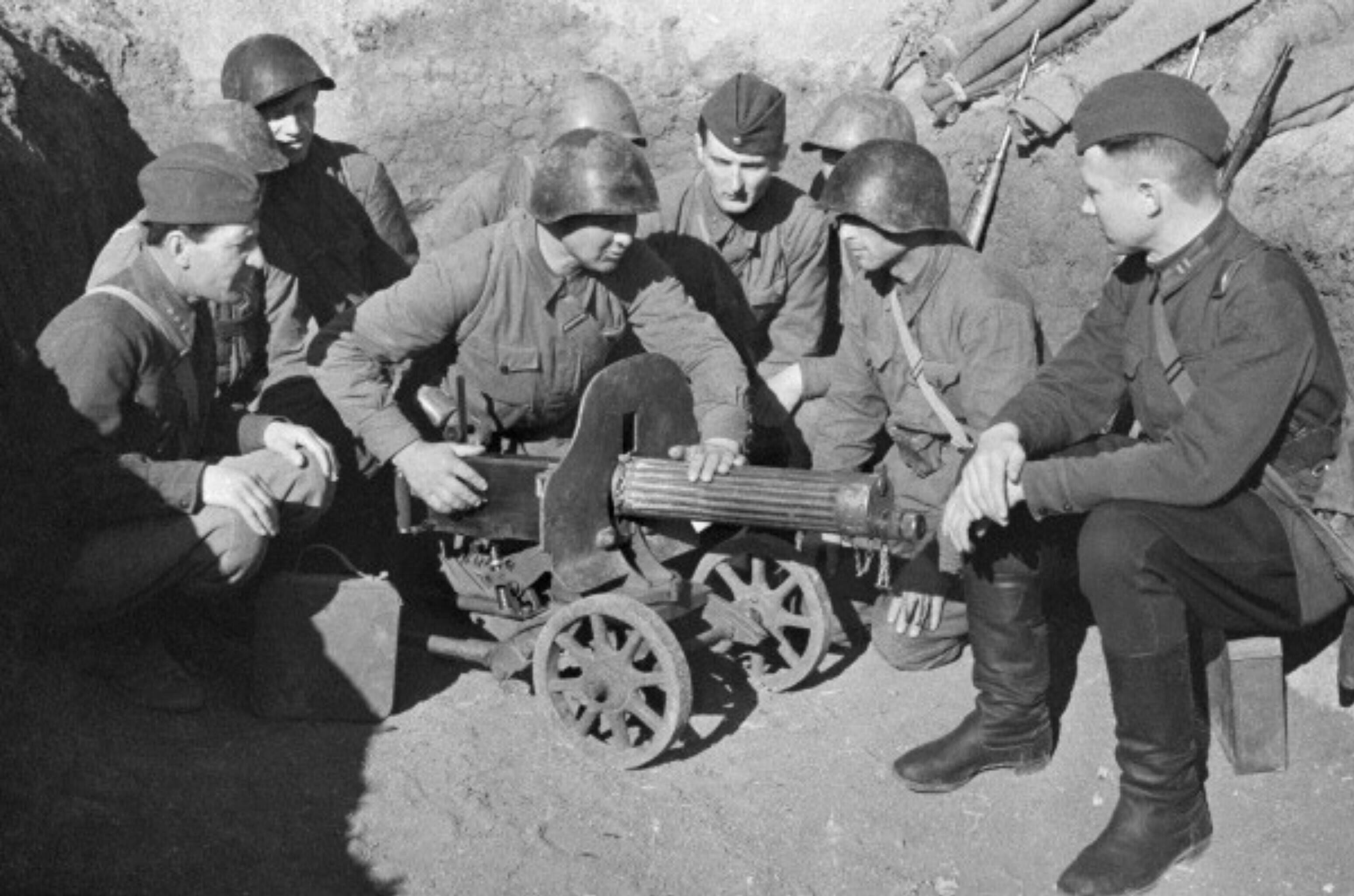
Obránci Sevastopolu (1942)

22. června 1941 bylo město vystaveno prvnímu německému náletu, jehož cílem bylo především zaminovat zálivy a zablokovat tak místní flotu. Protiletecká obrana však Němcům tyto plány překazila.
K hlavnímu střetnutí došlo po německé invazi na Krym, kdy k Sevastopolu přitáhla 11. armáda pod vedením Ericha von Mansteina za podpory rumunských a italských oddílů. I přes masivní převahu vydržela obrana Sevastopolu organizovaná generálem Ivanem Jefimovičem Petrovem celých 250 dní (30. října 1941 – 4. července 1942).
Nacistický plán přejmenovat město na Theoderichshafen nebyl nakonec realizován. 7. května 1944 začal útok 4. ukrajinského frontu generála Tolbuchina na horu Sapun a 9. května bylo město osvobozeno. 12. května byl mys Chersonésos definitivně očištěn od posledních zbytků německých vojsk.
1. května 1945 získal Sevastopol spolu s Leningradem, Stalingradem a Oděsou titul Město-hrdina.

### Poválečný Sevastopol
V prvních poválečných letech proběhla obnova poničeného města, v 60. a 70. letech se potom dále rozvíjelo a byla budována nová sídliště. Panoráma Obrana Sevastopolu bylo obnoveno roku 1954 a o 5 let později bylo otevřeno nové dioráma Útok na horu Sapun, připomínající operaci vedoucí k osvobození města roku 1944. Vznikala zde oddělení různých vědeckých institucí (např. Institut biologie jižních moří), byly založeny tři vysoké školy.
Roku 1954 byl Sevastopol spolu s celou Krymskou oblastí administrativně přičleněn k Ukrajinské SSR. Ačkoliv byl formálně po celé poválečné sovětské období nedílnou součástí Krymské oblasti a měl status pouze města republikánského významu (takových byly v SSSR desítky), vždy měl jakožto hlavní základna Černomořské floty zvláštní postavení a byl de facto podřízen federální vládě.

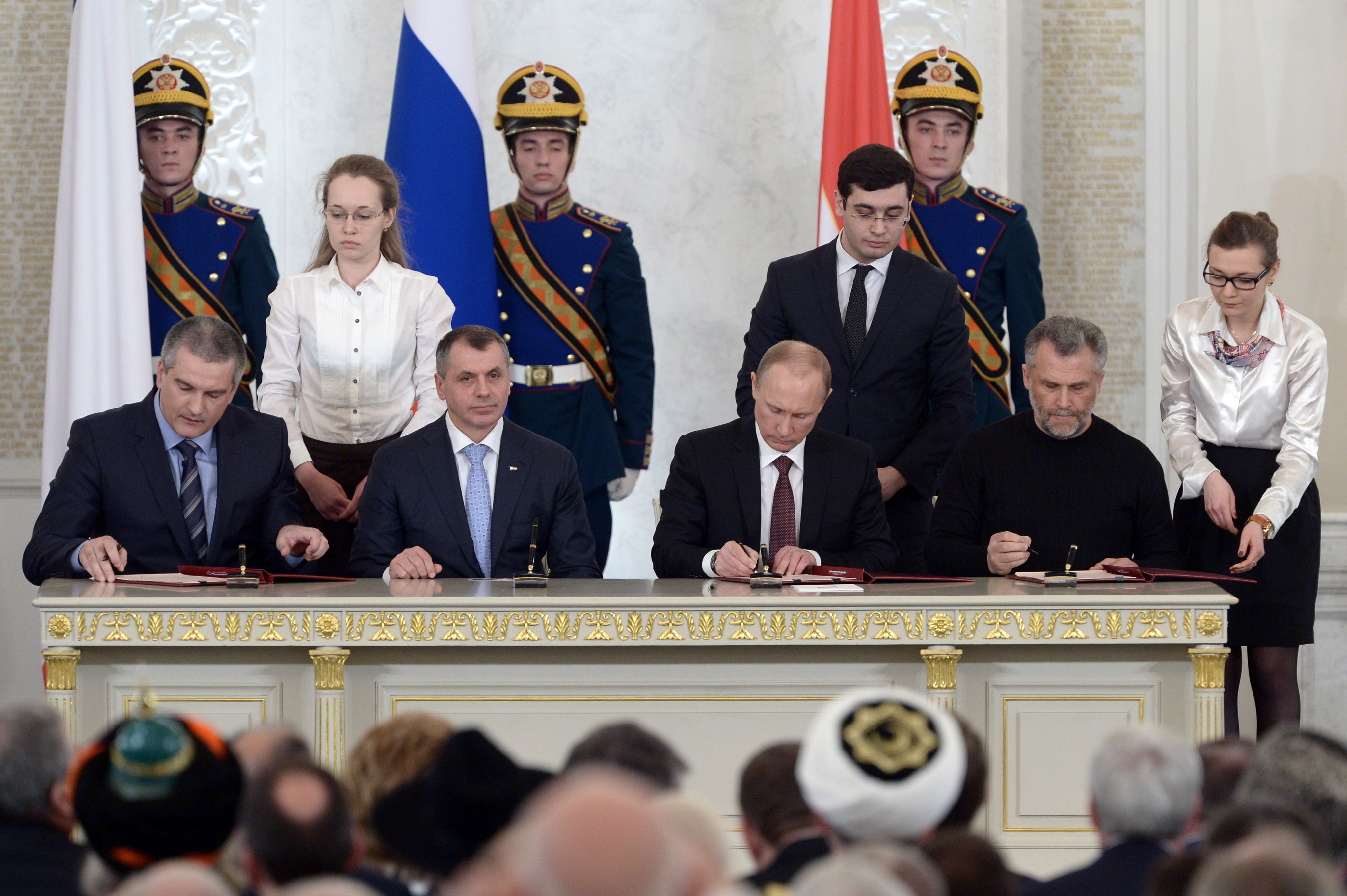
Zástupci Krymu podepisují dohodu o připojení k Ruské federaci (18. března 2014)

Ve všeukrajinském referendu 1. prosince 1991 hlasovalo 57 % Sevastopolců za nezávislost Ukrajiny.

### Po rozpadu Sovětského svazu
Na počátku 90. let 20. století byl Sevastopol předmětem napětí mezi nově vzniklou Ukrajinou a Ruskou federací. Nacházela se zde totiž ruská Černomořská flota a zároveň plavidla ukrajinského námořnictva. Navíc ze strany Ruska došlo několikrát ke vznesení nároku na Sevastopol a místní obyvatelstvo i politici projevovali náklonnost Moskvě (místní rada např. roku 1994 odhlasovala ruský právní status Sevastopolu). Problém byl nakonec vyřešen přiznáním Sevastopolu jako města se zvláštním statusem (zaneseno v nové ukrajinské ústavě z roku 1996) a dohoda o pronájmu přístavu na 20 let (1997). Od té doby si již Rusko územní nároky na Sevastopol nečinilo.[zdroj⁠?!]

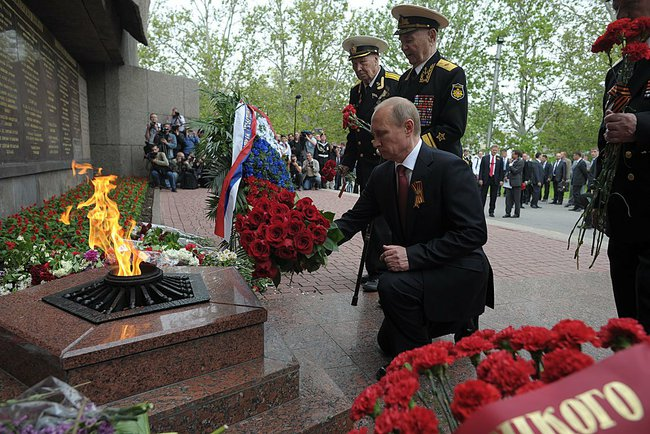
Vladimir Putin na Krymu s veterány 2. světové války u pomníku obránců Sevastopolu, 9. května 2014

V únoru 2014 probíhala v Sevastopolu v reakci na události na Ukrajině řada proruských shromáždění, zřizovaly se oddíly domobrany. Demonstranti si zvolili ruského občana Alexeje Čalého do funkce předsedy městské rady, která potom 1. března odhlasovala vypovězení poslušnosti kyjevské vládě a požadavek na konání celokrymského referenda o nezávislosti. 11. března městská rada odhlasovala Deklaraci nezávislosti Autonomní republiky Krym a města Sevastopolu.
Sporné referendum, ve kterém 95,6 % hlasujících obyvatel města (při účasti 89,5 %) podpořilo vstup do Ruské federace, proběhlo 16. března. O den později městská rada odhlasovala žádost o vstup do Ruské federace. Současně proběhlo paralelní referendum na Krymu. V úterý 18. března pak podepsali Vladimir Putin, krymský premiér Sergej Aksjonov, předseda sevastopolské městské rady Alexej Čalyj a předseda krymského parlamentu Vladimir Konstantinov dohodu o připojení Krymu a Sevastopolu k Ruské federaci. Město Sevastopol se tím stalo federálním městem Ruské federace (ve stejných hranicích, jaké mělo dosud v rámci Ukrajiny).
Od 1. dubna 2014 je hlavou města gubernátor, poprvé v historii Sevastopolu volený přímo občany. V prvních volbách 10. září 2017 byl zvolen Dmitrij Ovsjanikov, do té doby prozatímní gubernátor.

## Městské symboly

### Znak
Znak města je tvořen modrobíle kosmo děleným štítem francouzského typu s poměrem šířky k výšce 8:9. V modrém poli stříbrná silueta pomníku potopeným lodím, v bílém poli medaile Zlatá hvězda, udělená městu 8. května 1965. V levé dolní části štítu přes obě pole zlatá vavřínová ratolest.

### Vlajka
Vlajka města je tvořena červeným listem o poměru stran 2:3, s uprostřed umístěným znakem města. Oficiálně byla přijata v roce 2000.

### Hymna
Mezi oficiální symboly města patří od roku 1994 také hymna Legendární Sevastopol. Autorem hudby je Vano Muradeli, text napsal básník Pjotr Gradov a poprvé byla hrána již roku 1954. Její refrén zní: Legendární Sevastopol / pro nepřítele nedosažitelný. / Sevastopol, Sevastopol — / chlouba ruských námořníků!

## Geografie a klima
Sevastopol se nachází na Heraklejském poloostrově v jihovýchodní části poloostrova Krym. Centrum je situováno na jižní straně Sevastopolského zálivu. Rozloha celého městského území činí 863,6 km², po započítání plochy zálivů potom 1079,6 km². Z toho roku 2016 představovalo 355 km² lesy a lesoparky, 277 km² zemědělskou půdu, 50 km² obytnou zástavbu a 49 km² vojenské prostory.
Sevastopol má 152 km černomořského pobřeží a více než tři desítky zálivů. Z nich největší je Sevastopolský záliv, který je díky své délce přesahující 8 km po staletí strategicky výhodným kotvištěm.
Vybíhají odtud tři hlavní hřebeny Krymských hor – Jižní hřeben, Vnitřní hřeben a Vnější hřeben. Protékají zde také tři řeky, a sice Belbek, Čjornaja a Kača.
|                 |  |                   |  |                     |
| Laspinský záliv |  | Balaklavský záliv |  | Sevastopolský záliv |

Ve vyšších polohách panuje mírně kontinentální podnebí, zatímco na jihovýchodním pobřeží subtropické klima středozemního typu (podle Köppenovy klasifikace Cfa).
Voda na pobřeží Sevastopolu je nejteplejší v srpnu, kdy mívá průměrně 23,5 °C.
Ročně zde bývá okolo 2300 slunečných hodin (pro srovnání: v Praze 1600, v Dubrovníku 2600).
| Sevastopol – podnebí                                          | Sevastopol – podnebí | Sevastopol – podnebí | Sevastopol – podnebí | Sevastopol – podnebí | Sevastopol – podnebí | Sevastopol – podnebí | Sevastopol – podnebí | Sevastopol – podnebí | Sevastopol – podnebí | Sevastopol – podnebí | Sevastopol – podnebí | Sevastopol – podnebí | Sevastopol – podnebí |
| Období                                                        | leden                | únor                 | březen               | duben                | květen               | červen               | červenec             | srpen                | září                 | říjen                | listopad             | prosinec             | rok                  |
| ------------------------------------------------------------- | -------------------- | -------------------- | -------------------- | -------------------- | -------------------- | -------------------- | -------------------- | -------------------- | -------------------- | -------------------- | -------------------- | -------------------- | -------------------- |
| Nejvyšší teplota [°C]                                         | 5,1                  | 5,9                  | 8,8                  | 15,4                 | 20,5                 | 24,7                 | 27,3                 | 26,9                 | 22,6                 | 17,1                 | 11,9                 | 7,7                  | 27,3                 |
| Průměrná teplota [°C]                                         | 1,7                  | 2,4                  | 4,8                  | 10,7                 | 15,7                 | 19,7                 | 22,1                 | 21,6                 | 17,5                 | 12,6                 | 8,2                  | 4,4                  | 11,8                 |
| Nejnižší teplota [°C]                                         | −1,6                 | −1                   | 0,9                  | 6,1                  | 10,9                 | 14,8                 | 17                   | 16,4                 | 12,5                 | 8,1                  | 4,5                  | 1,1                  | −1,6                 |
| Průměrné srážky [mm]                                          | 45                   | 34                   | 31                   | 30                   | 30                   | 45                   | 40                   | 35                   | 41                   | 35                   | 45                   | 54                   | 465                  |
| Zdroj: https://ru.climate-data.org/location/3011/ 11. 4. 2017 |                      |                      |                      |                      |                      |                      |                      |                      |                      |                      |                      |                      |                      |

## Obyvatelstvo
Roku 2016 byl Simferopol 7. největším městem Jižního federálního okruhu a 58. největším městem Ruska. Podíl na celkovém počtu obyvatel Krymu činil asi 18 %.
Roku 2014 zemřelo v Sevastopolu 5537 lidí a narodilo se 4881. Nárůst počtu obyvatel v tomto roce zajistili především příchozí z Ukrajiny a Ruska.
| Vývoj počtu obyvatel | Vývoj počtu obyvatel | Vývoj počtu obyvatel | Vývoj počtu obyvatel | Vývoj počtu obyvatel | Vývoj počtu obyvatel | Vývoj počtu obyvatel | Vývoj počtu obyvatel | Vývoj počtu obyvatel | Vývoj počtu obyvatel | Vývoj počtu obyvatel |
| -------------------- | -------------------- | -------------------- | -------------------- | -------------------- | -------------------- | -------------------- | -------------------- | -------------------- | -------------------- | -------------------- |
| 1800                 | 1822                 | 1850                 | 1866                 | 1874                 | 1886                 | 1897                 | 1941                 | 1944                 | 1946                 |                      |
| 10 000               | 25 000               | 45 046               | 10 000               | 17 500               | 33 000               | 57 455               | 114 000              | 11 000               | 56 000               |                      |
| 1959                 | 1967                 | 1979                 | 1989                 | 1994                 | 1999                 | 2001                 | 2006                 | 2011                 | 2013                 |                      |
| 152 122              | 209 000              | 333 087              | 392 826              | 416 200              | 391 400              | 379 492              | 379 072              | 380 821              | 383 437              |                      |
| 2014                 | 2015                 | 2016                 | 2017                 |                      |                      |                      |                      |                      |                      |                      |
| 385 870              | 398 973              | 416 263              | 428 753              |                      |                      |                      |                      |                      |                      |                      |

Od založení města jsou dominantní národností ve městě Rusové, následováni početnou menšinou Ukrajinců:
| 1897                     | 1989                       | 2001                          | 2014                          |
| 63,5 % Rusové (34 014)   | 74,4 % Rusové (294 100)    | 72,31 % Rusové (269 953)      | 81,07 % Rusové (303 100)      |
| 13,7 % Ukrajinci (7 322) | 20,7 % Ukrajinci (81 700)  | 22,61 % Ukrajinci (84 420)    | 14,15 % Ukrajinci (52 912)    |
| 6,9 % Židé (3 679)       | 1,9 % Bělorusové (7 400)   | 1,57 % Bělorusové (5 872)     | 1,01 % Bělorusové (3 775)     |
| 5,1 % Poláci (2 753)     | 0,7 % Židé (2 800)         | 0,67 % Tataři (2 512)         | 0,75 % Krymští Tataři (2 814) |
| 3,4 % Tataři (1 817)     | 0,3 % Tataři (1 200)       | 0,50 % Krymští Tataři (1 858) | 0,73 % Tataři (2 742)         |
| 2,9 % Řekové (1 553)     | 0,3 % Moldavané (1 100)    | 0,35 % Arméni (1 319)         | 0,37 % Arméni (1 396)         |
| 1,7 % Němci (907)        | 0,1 % Krymští Tataři (300) | 0,27 % Židé (1 016)           | 0,19 % Azerové (694)          |

## Pamětihodnosti
- Chersonésos – ruiny antického řeckého města, zanesené od roku 2013 na seznam světového dědictví UNESCO.
  - Katedrála svatého Vladimíra – pravoslavný chrám z 19. století na místě, na němž měl být údajně roku 988 pokřtěn první ruský křesťanský kníže Vladimír I.
  - Chersonéský zvon – byl odlit na konci 18. století z ukořistěných tureckých děl, uloupen Francouzi během krymské války a později umístěn právě zde.

- Sevastopolské nábřeží – dvoukilometrová pěší promenáda na břehu Sevastopolského zálivu, v blízkosti Nachimovova náměstí, v samém centru města.
  - Pomník potopeným lodím – připomíná lodě, obětované v letech 1854 a 1855 během Krymské války, aby zatarasily anglickým a francouzským plavidlům přístup do Sevastopolského zálivu.
  - Hraběcí přístaviště – klasicistní objekt z roku 1846 představuje slavnostní vstup z moře do města. Jedná se o jeden ze symbolů města, právě zde vystoupila roku 1787 carevna Kateřina II. ze své lodi, odsud odplouvaly v roce 1920 poslední oddíly Wrangelovy armády, zde byl 9. května 1944 vztyčen prapor sovětského námořnictva na znamení osvobození města. Název hraběcí nese přístaviště podle hraběte admirála Marka Ivanoviče Vojnoviče, jednoho ze zakladatelů Černomořské floty.
- Pomník admirálu Nachimovovi – stojí uprostřed Nachimovova náměstí v centru města, poblíž nábřeží. Zbudován byl roku 1898 u příležitosti 45. výročí od bitvy u Sinopu, kde Černomořská flota pod vedením admirála Nachimova vybojovala drtivé vítězství nad tureckým loďstvem. Roku 1928 byl odstraněn, avšak již v roce 1959 byl obnoven, přičemž byl Nachimov obrácen o 180°, k městu čelem a k moři zády.
- Pomník Alexandru Ivanoviči Kazarskému – nejstarší pomník Sevastopolu, připomínající slavné vítězství kapitána Kazarského, který roku 1829 se svou brigou zvítězil v nerovném boji se dvěma tureckými řadovými loděmi.

|             |  |                        |  |                     |
| Chersonésos |  | Pomník potopeným lodím |  | Hraběcí přístaviště |

- Chrám svatého Vladimíra – pravoslavný chrám v neobyzantském stylu, hrobka ruských admirálů a námořních důstojníků. Jsou zde pochováni např. admirálové Nachimov a Lazarev.
- Chrám svatého Mikuláše – unikátní chrám ve tvaru pyramidy, zbudovaný na památku obráncům Sevastopolu během krymské války.
- Panoráma Obrana Sevastopolu – gigantické panoramatické plátno (14 x 115 m) vytvořené ruským malířem Francem Alexejevičem Rubo v letech 1901–1904. Zachycuje klíčové střetnutí Krymské války na vrchu Machalov kurgan 6. června 1855, kdy 75 tisíc ruských vojáků odrazilo útok 173 tisíc Francouzů a Angličanů. Plátno je umístěno v samostatné budově z roku 1905.
- Dioráma Útok na horu Sapun 7. května 1944 – dioráma o rozměrech 5,5 x 25,5 m bylo vytvořeno kolektivem malířů a instalováno v samostatné půlkruhové budově roku 1959. Je součástí památníkového komplexu na hoře Sapun, kde se odehrálo klíčové střetnutí mezi nacisty a Rudou armádou, které umožnilo osvobodit Sevastopol.
- Námořní muzeum v základně Balaklava – bývalá přísně tajná ponorková základna sovětského námořnictva, zahloubená asi 600 hluboko do skály u Balaklavského zálivu.
- Dělostřelecká baterie Maxim Gorkij II – pobřežní pevnostní komplex z 1. poloviny 20. století, který hrál důležitou roli při obraně Sevastopolu při nacistickém obléhání. Od roku 2007 je zde zřízeno muzeum 35. pobřežní baterie, jak se objekt oficiálně jmenuje.
- Michajlovská baterie – pobřežní pevnost v Sevastopolském zálivu, zbudovaná roku 1846 na ochranu vojenského přístavu. Od roku 2010 slouží jako muzeum.
- Pevnost Čembalo – pozůstatky janovské pevnosti ze 14. století, ze které se nabízejí výhledy na Balaklavu a Balaklavský záliv.
- Inkermanský jeskynní klášter svatého Klementa – starobylý mužský pravoslavný klášter v Inkermanu. V 15. století byl zničen Turky, v 19. století obnoven. Jeho prostory se částečně nachází v jeskyních.
- Inkermanský závod stolních vín – městský podnik založený roku 1961 je jedním z největších producentů vína na Krymu. Turisty láká na degustace vín a prohlídky jeho 5,5 ha vinných sklepů v hloubce 5 až 30 m pod zemí.

|                        |  |                      |  |                             |
| Chrám svatého Mikuláše |  | Michajlovská baterie |  | Panoráma Obrana Sevastopolu |

## Náboženství
K 1. lednu 2016 bylo v Sevastopolu oficiálně zaregistrováno 62 náboženských obcí. Z nich připadá 38 na Ruskou pravoslavnou církev, 15 na různé evangelické církve, 2 na Svědky Jehovovy, 1 na římské katolíky. Po jedné náboženské obci je zde zastoupen islám a judaismus.

### Chrámy

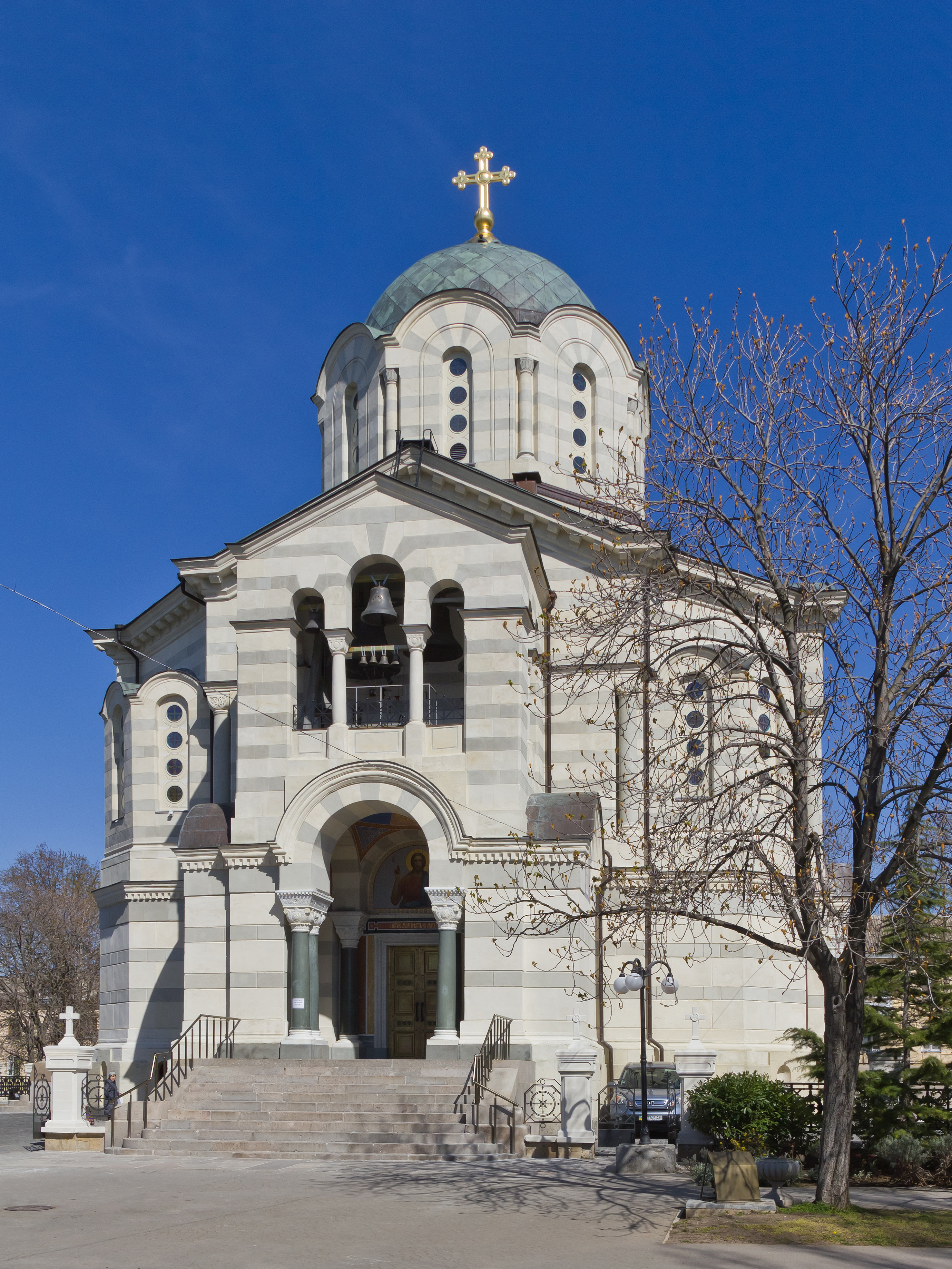
Chrám svatého Vladimíra

- Chrám svatého Mikuláše (Bratrský hřbitov)
- Katedrála svatého Vladimíra (Chersonésos)
- Chrám svatého Vladimíra
- Pokrovský chrám
- Chrám všech svatých
- Chrám Svatých 12 apoštolů
- Chrám svatého Mitrofana
- Chrám svatých apoštolů Petra a Pavla
- Chrám svaté velikomučednice Taťány
- Chrám svatého Mikuláše (Rákosový záliv)
- Římskokatolický chrám sv. Klimenta, papeže římského
- Dům modlitby evangelických křesťanů baptistů
- Chrám Krista Spasitele Ukrajinské luteránské církve
- Sevastopolská mešita
- Synagoga židovské obce Chabad (ve výstavbě)

## Ekonomika

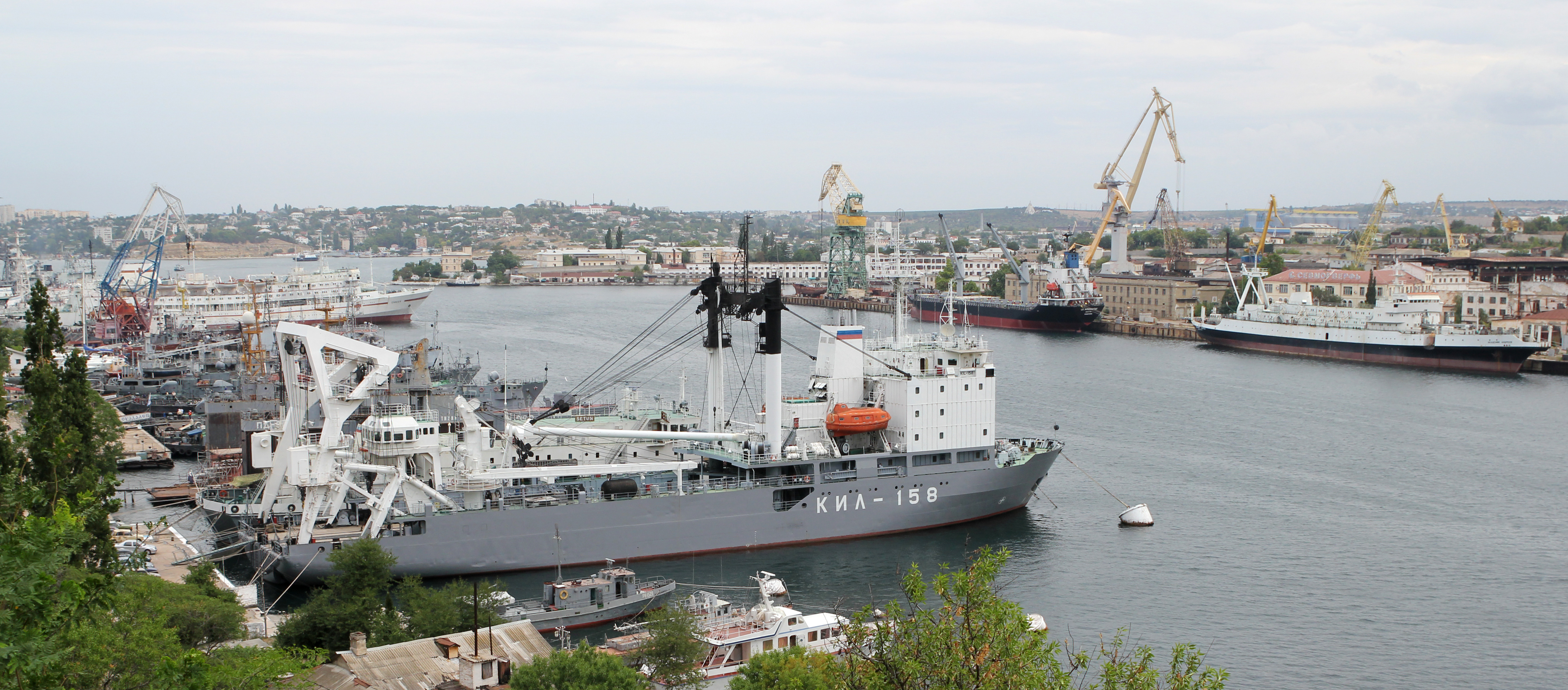
Sevastopolský přístav

Sevastopol je tradičně významným centrem rybolovu. V dobách SSSR přivezli rybáři do Sevastopolského námořního rybářského přístavu více než 1 milion tun ryb ročně, v roce 2003 již přes 3 miliony tun. Roku 2004 v Sevastopolu fungovalo 28 firem, zabývajících se lovem a zpracováním ryb (konzervy, nakládané ryby, uzené ryby atd.).
Důležitým zemědělským odvětvím je vinařství a vinohradnictví. Roku 2014 zaujímaly vinohrady plochu 4 842 ha z celkových 27 700 ha zemědělské plochy v Sevastopolu. Téhož roku bylo vysazeno nových 49,5 ha vinohradů. Mezi největší producenty vín patří Sevastopolský vinný závod (sekty) a Inkermanský závod stolních vín, který v roce 2016 vyprodukoval 22 milionů lahví vína.
Dalším tradičním odvětvím je loďařství. Jedním z největších podniků v regionu s více než 200letou tradicí je Sevastopolský mořský závod, který se po roce 2014 orientuje na údržbu a opravy lodí.
Jedním ze základů sevastopolské ekonomiky je turismus[zdroj⁠?!]. Město nabízí 49 km pláží, přes 80 hotelů a více než 200 pensionů, 4 sanatoria, 4 kempy či 10 jachtklubů. Roku 2016 Sevastopol navštívilo asi 320 tisíc turistů.
Zásobování elektřinou zajišťuje Sevastopolská tepelná elektrárna o výkonu 33 MW. Po násilné nezákonné okupaci Ruskem v roce 2014 a následně vyhlášené blokádě Krymu ze strany Ukrajiny v roce 2015 bylo nutno provizorně spustit ještě 4 mobilní plynové elektrárny o celkovém výkonu 90 MW. Roku 2017 by měl být dokončen první blok plynové elektrárny, která by měla mít po dokončení celkový výkon 470 MW.[zdroj⁠?!]

## Doprava
Sevastopol byl od svého vzniku především důležitým námořním přístavem, který plní kromě vojenského významu také důležitou obchodní roli. Osobní lodní linky byly ovšem s rozvojem letectví omezeny a po ruské anexi Krymu zůstalo pouze spojení s tureckým Istanbulem, které bylo ovšem několikrát v souvislosti s aktuální politickou situací přerušeno. Jedinou pravidelnou vnitrostátní linku roku 2017 představoval sezónní výletní parník Soči – Novorossijsk – Jalta – Sevastopol.

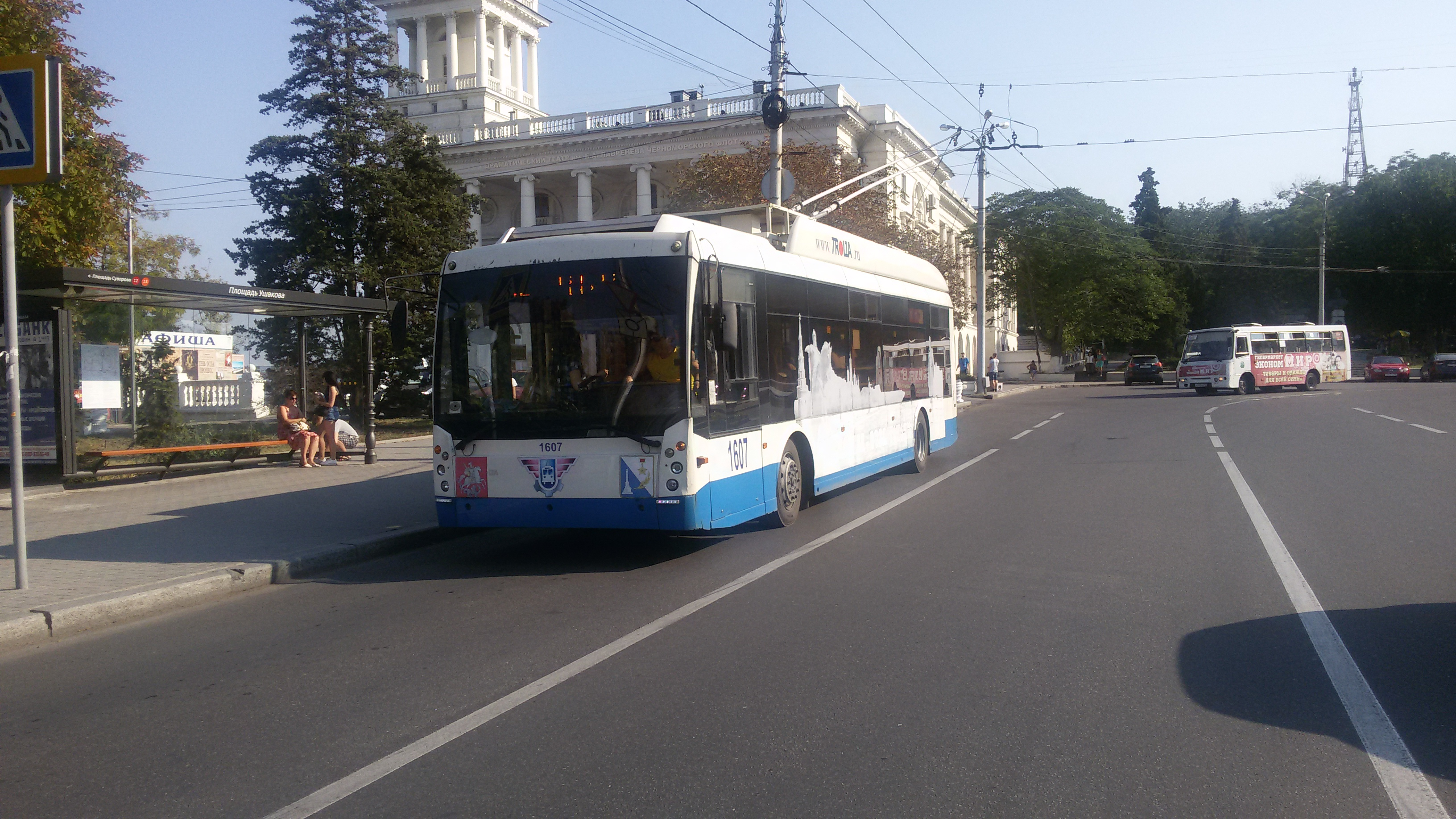
Trolza-5265 Megapolis u Lavreněvova divadla

Civilní letiště Sevastopol nemá. Od 80. let sice občas přijímalo dopravní letadla vojenské letiště Belbek, to však od roku 2014 slouží výhradně armádě a o zpřístupnění leteckým společnostem se již neuvažuje. Jediným civilním letištěm na Krymu tak zůstává 80 km vzdálené mezinárodní letiště v Simferopolu.
Od roku 1875 vede do města železnice (nepočítáme-li strategickou dráhu do Balaklavy, postavenou Brity za Krymské války). Trasa Sevastopol – Charkov – Moskva byla jednou z nejdůležitějších v bývalém SSSR. Protože však stísněné poměry dovolily vybudovat v Sevastopolu jen poměrně malé nádraží, končí většina rychlíků v 70 km vzdáleném Simferopolu, který je hlavním dopravním uzlem poloostrova. Po vypuknutí blokády Krymu vlaková doprava na poloostrově silně zeslábla a do plánovaného otevření Krymského mostu roku 2019 jsou ze Sevastopolu odpravovány vlaky pouze do Simferopolu. Do měst na jižním pobřeží Krymu (Alupka, Jalta, Alušta) je časté autobusové spojení.

### Městská doprava
Od roku 1898 do 2. světové války jezdila v Sevastopolu tramvaj (od roku 1925 též po meziměstské trati do Balaklavy). Tramvajová síť však byla během 2. světové války silně poškozena a vzhledem k tomu, že tramvaje se v kopcovitém terénu města moc neosvědčily, nebyla již obnovena.
Páteří sevastopolské MHD jsou tak od roku 1950 trolejbusy, které operují na 22 linkách. Dále zde jezdí městské autobusy a maršrutky, obsluhující i Inkerman a Balaklavu. Důležitou součástí městské dopravy je také 5 přívozů přes Sevastopolský záliv, z nichž jeden převáží také automobily.

## Kultura

Muzeum ruské Černomořské floty

### Knihovny

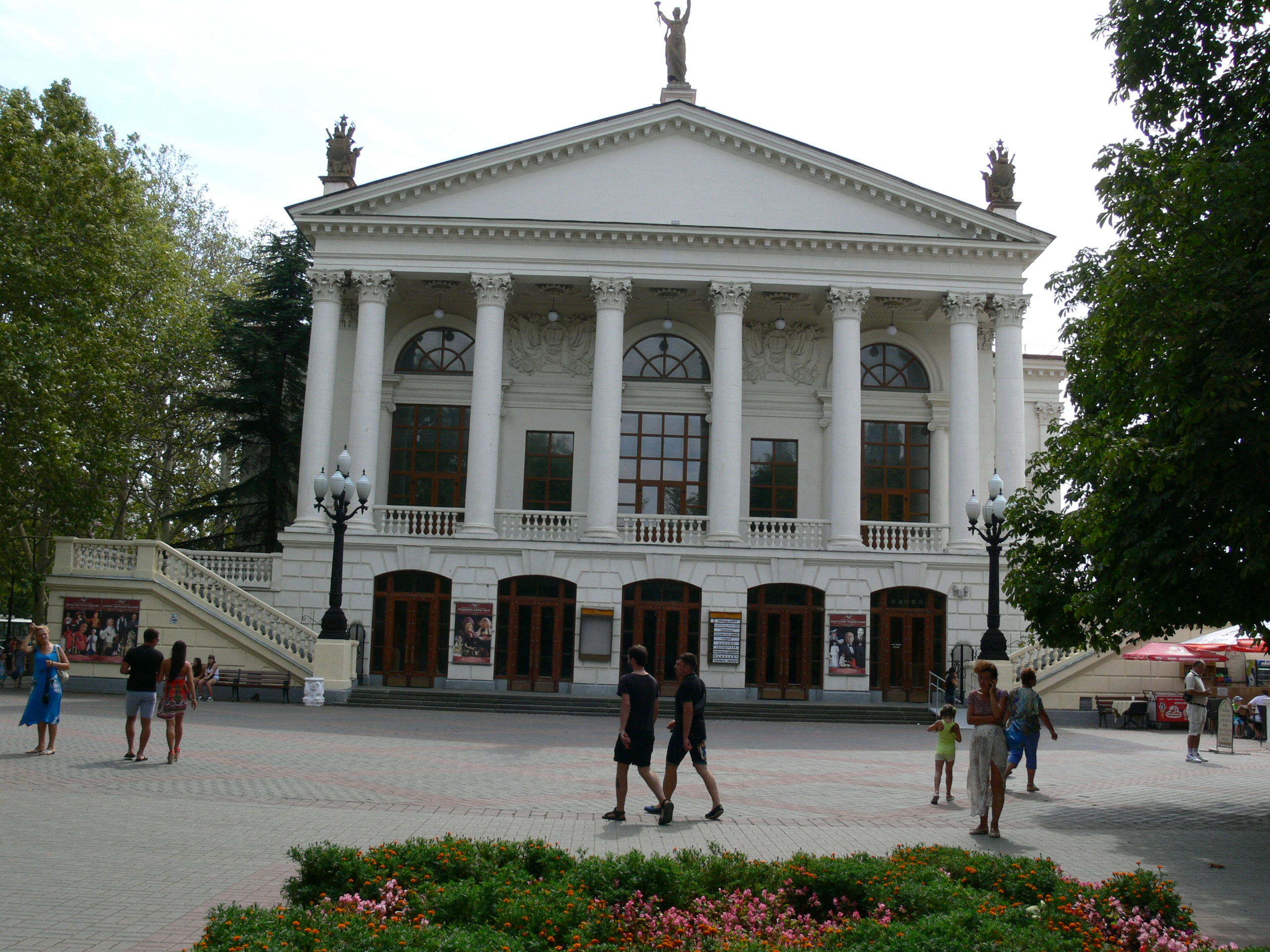
Sevastopolské akademické ruské dramatické divadlo A. V. Lunačarského

- Sevastopolské akademické ruské dramatické divadlo A. V. LunačarskéhoCentrální městská knihovna Lva Tolstého
- Mořská knihovna admirála M. P. Lazareva

### Univerzity
- Sevastopolská státní univerzita
- Černomořské Vyšší vojensko-mořské učiliště P. S. Nachimova
- Sevastopolská pobočka Ruské ekonomické univerzity G. V. Plechanova
- Pobočka Lomonosovy moskevské státní univerzity v Sevastopolu

### Muzea
- Muzeum bratří Šeremetěvových "Krymská válka 1853–1856"
- Panoráma Obrana Sevastopolu 1854–1855
- Památník na vrchu Malachov kurgan (památník krymské války)
- Dioráma Útok na horu Sapun 7. května 1944
- Muzeum odbojářů v letech 1942–1944
- Sevastopolské umělecké muzeum M. P. Krošického
- Muzejní historicko-memoriální komplex 35. pobřežní baterie
- Vojensko-námořní muzeum Michajlovská baterie
- Chráněné území Chersonésos Tauridský
- Vojensko-historické muzeum Černomořské floty Ruské federace
- Sevastopolské regionální muzeum
- Námořní muzeum v základně Balaklava

### Divadla
- Divadlo pro děti a mládež „Na Bolšoj Morskoj“
- Ruské dramatické divadlo Černomořské floty B. A. Lavreněva
- Sevastopolské akademické ruské dramatické divadlo A. V. Lunačarského
- Sevastopolské divadlo tance

## Partnerská města
- Petrohrad, Rusko (2000)
- Poti, Gruzie (2008)
- Petropavlovsk-Kamčatskij, Rusko (2009)
- Kronštadt, Rusko (2013)
- Volgograd, Rusko (2013)
- Bělgorod, Rusko (2013)
- Moskva, Rusko (2014)
- Novosibirsk, Rusko (2014)
- Baltijsk, Rusko (2015)
- Severodvinsk, Rusko (2015)